# Petite Miss
Pour plus de détails, voir Fiche technique et Distribution.
Petite Miss (Little Miss Marker) est un film américain réalisé par Alexander Hall sorti en 1934.
Le film est répertorié au National Film Registry.

## Synopsis
Sur un pari, Marky est envoyée par son père sur une opération de gangster en tant que « balise ». Lorsque L'homme perd son pari et se suicide, les gangsters se retrouvent avec la fille sur les bras. Ils décident de la garder momentanément et de l'utiliser.

## Remakes
Le film a fait l'objet de plusieurs remakes.
- 1949 : Un crack qui craque (Sorrowful Jones) de Sidney Lanfield avec Bob Hope et Lucille Ball
- 1962 : Des ennuis à la pelle (40 Pounds of Trouble) de Norman Jewison avec Tony Curtis.
- 1980 : La Puce et le Grincheux (Little Miss Marker) de Walter Bernstein avec Walter Matthau, Julie Andrews, Tony Curtis, Bob Newhart, Brian Dennehy et Lee Grant.

## Fiche technique
- Titre original : Little Miss Marker
- Titre français : Petite Miss
- Réalisation : Alexander Hall
- Scénario : Damon Runyon, William R. Lipman, Sam Hellman et Gladys Lehman
- Production : B. P. Schulberg
- Musique originale : Ralph Rainger
- Photographie : Alfred Gilks
- Montage : William Shea
- Durée : 80 minutes
- Pays de production :  États-Unis
- Couleur : Noir et Blanc
- Format : 1,37 : 1
- Son : Mono (Western Electric Noiseless Recording)
- date de sortie :
  - États-Unis : 1er juin 1934
  - France : 2 novembre 1934

## Distribution
- Adolphe Menjou : Sorrowful Jones
- Dorothy Dell : Bangles Carson
- Charles Bickford : Big Steve Halloway
- Shirley Temple : Marthy 'Marky' Jane
- Lynne Overman : Regret
- Warren Hymer : Sore Toe
- Sam Hardy : Benny l'escroc
- John Kelly : Canvas Back
- Frank McGlynn Sr. : Doc Chesley
- John Sheehan : Sun Rise
- Frank Conroy : docteur Ingalls

Acteurs non crédités :
- Edward Earle : le père de Marky
- Crauford Kent : un docteur